# Cirí Grande
Cirí Grande è un comune (corregimiento) della Repubblica di Panama situato nel distretto di Capira, provincia di Panama. Si estende su una superficie di 147,5 km² e conta una popolazione di 3.635 abitanti (censimento 2010).